# Веселовка (Восточно-Казахстанская область)
Весёловка (каз. Веселовка) — село в Глубоковском районе Восточно-Казахстанской области Казахстана. Административный центр Веселовского сельского округа. Находится примерно в 18 км к северу от районного центра, посёлка Глубокое. Код КАТО — 634041100.

## Население
В 1999 году население села составляло 1487 человек (720 мужчин и 767 женщин). По данным переписи 2009 года в селе проживало 1129 человек (553 мужчины и 576 женщин).